# Toledo Walleye
A Toledo Walleye egy amerikai jégkorong csapat az Ohio állambeli Toledóból. A csapat az ECHL nyugati főcsoportjának központi divíziójában játszik. A klub partnerei a National Hockey League-ben a Detroit Red Wings, az American Hockey League-ben a Grand Rapids Griffins.

## Története
A klub jogelődjét 1991-ben alapították Toledo Storm néven.

## Helyezések
A csapat története során kétszer került a rájátszássorozat döntőjébe, 2019-ben a Newfoundland Growlers győzte le 2-4-es arányban, míg 2022-ben a Florida Everblades 1-4-es arányban.